# Ivan Gotti
Ivan Gotti (1969. március 28. –) olasz profi kerékpáros. Kétszer nyerte meg a Giro d’Italiát, 2002-ben vonult vissza az aktív versenyzéstől.

## Külső hivatkozások
- Profilja